# Phylo kubbarensis
Phylo kubbarensis är en ringmaskart som beskrevs av Mohammad 1980. Phylo kubbarensis ingår i släktet Phylo och familjen Orbiniidae. Inga underarter finns listade i Catalogue of Life.